# Carl Friedrich Lauckhard

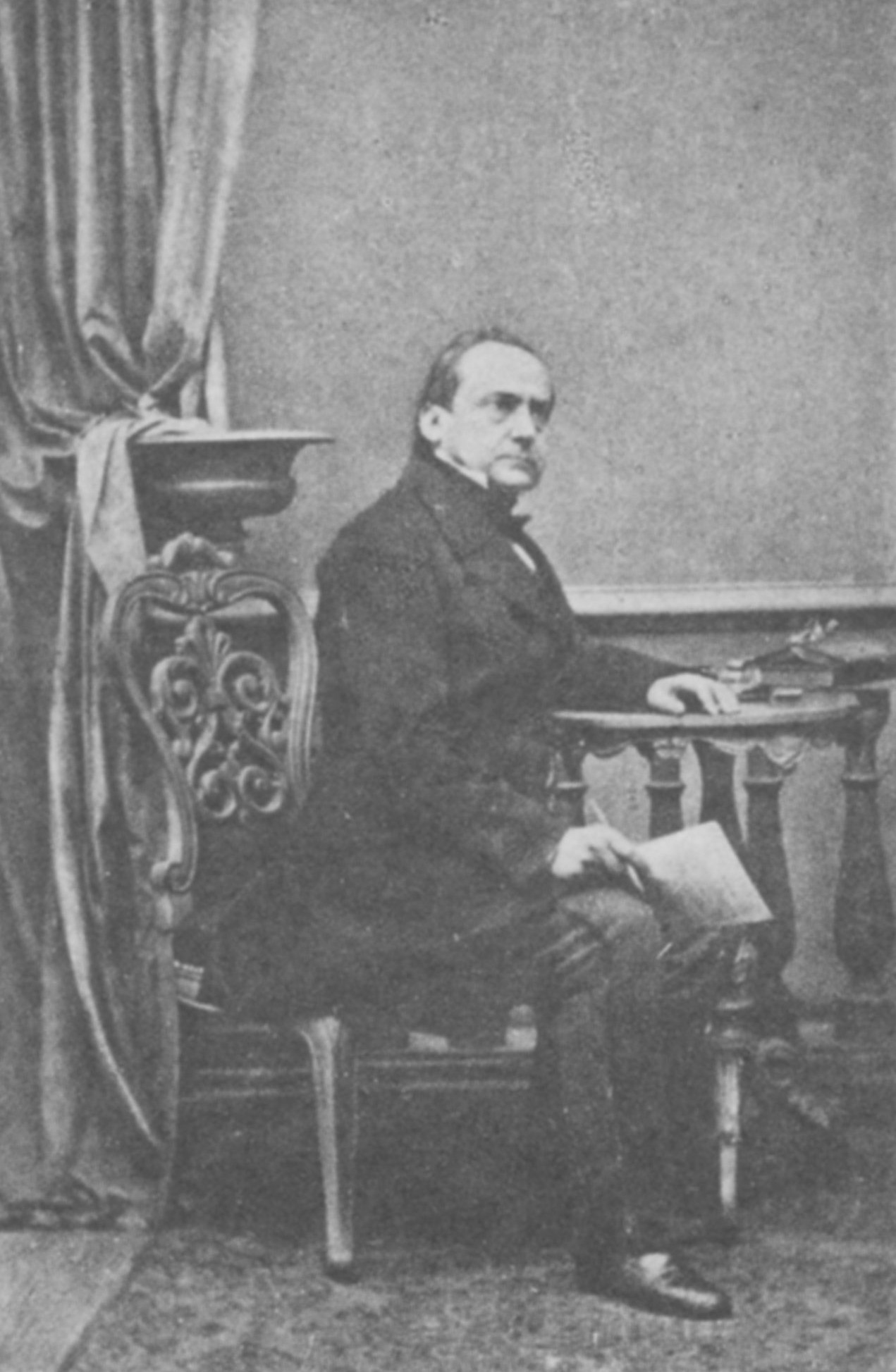
Carl Friedrich Lauckhard

Carl (Karl) Friedrich Lauckhard (* 9. April 1813 in Alzey; † 16. April 1876 in Weimar) war ein deutscher Pädagoge. 

## Leben
Als Sohn eines Steuereinnehmers und Handelsmanns geboren, ging Lauckhard auf das Progymnasium zu Grünstadt sowie auf die Gymnasien in Zweibrücken und Mainz. Er studierte Theologie und Pädagogik in Gießen. Während seines Studiums wurde er 1830 Mitglied der Alten Gießener Burschenschaft Germania. 1836 legte er seine Erste theologische Prüfung ab. Wegen burschenschaftlicher Umtriebe wurde eine Untersuchung gegen ihn eingeleitet, wovon ihn das Hofgericht Gießen jedoch 1836 frei sprach.
Nach seinem Studium gründete er eine Privaterziehungsanstalt in Alzey. Er war als Vikar in Fulda/Kreis Alsfeld, Albig, Offenbach und Dolgesheim tätig. Als Pfarrverwalter in Offenbach lernte er Wilhelm Curtmann kennen, der ihn dazu brachte, sich mit Literatur und Kritik zu beschäftigen und journalistisch tätig zu werden. 1840 ging er als 2. Lehrer an die Friedberger Musterschule. Von 1846 bis 1850 war er an der 1. Evangelischen Stadtknabenschule in Darmstadt tätig. 1846 erhielt er den Charakter eines Freipredigers, wodurch er des Öfteren in der Stadtkirche predigte.
1848 erhielt er eine Berufung in die neue Schulkommission des Ministeriums für Kultus und Unterricht in Weimar. Er war weiterhin als Knabenlehrer tätig und leitete eine Fortbildungsschule für konfirmierte Töchter höherer Stände. Er gehörte dem Ausschuss für die neue Weibliche Fortbildungsschule des Jugendbildungsverein an. 1855 wurde er in Gießen zum Dr. phil. promoviert. Im selben Jahr wurde er Schulrat im Department der Justiz und des Kultus des Staatsministeriums von Sachsen-Weimar-Eisenach. In Weimar war er bis zu seinem Lebensende als Referent für das Volksschulwesen tätig. Er gehörte einem Freundeskreis um Hoffmann von Fallersleben, Franz Liszt und Franz von Dingelstedt an. 1857 nahm er an der 9. Deutschen Lehrerversammlung in Frankfurt am Main teil, zu deren 1. Präsidenten er gewählt wurde. 1863 wurde er Oberschulrat. 1868 nahm er für Weimar an der Schulmänner-Konferenz in Berlin teil, 1872 in Dresden. Er arbeitete an einem neuen Schulgesetz mit und veröffentlichte zahlreiche pädagogische Schriften.

## Veröffentlichungen (Auswahl)
- Tagebuch eines Lehrers. Darmstadt 1843.
- Deutsche Sagen. Darmstadt 1845. (Online)
- Über die Erziehung an der Schule. Dissertation Universität Gießen, Darmstadt 1855.
- Aus einem Lehrertagebuch. Breslau 1861.
- Robinson Crusoë des Älteren Reisen, wunderbare Abenteuer und Erlebnisse. Leipzig 1863.
- Padagogisches Skizzenbuch. Breslau 1864.
- Pädagogische Studien für Eltern und Lehrer. Neu-Ruppin 1871.
- Feenmärchen. Darmstadt 1873.
- Bilder aus dem Schulleben. Wien 1874. (Online)
- Katechismus der Unterrichts und der Erziehung. 2. Auflage, Leipzig 1874. (Online)